# Spicara australis
Spicara australis är en fiskart som först beskrevs av Regan 1921.  Spicara australis ingår i släktet Spicara och familjen Centracanthidae. Inga underarter finns listade i Catalogue of Life.